# Andrea Thompsonová
Rebecca Andrea Thompsonová (* 6. ledna 1960 Ohio) je americká herečka a novinářka.
Svoji hereckou kariéru začala jako dabérka. V televizi se poprvé objevila v roce 1986, první větší roli dostala o rok později ve filmu Wall Street. V letech 1989 a 1990 hrála v mýdlové opeře Síla rodu, hostovala např. v seriálech Quantum Leap, Pobřežní hlídka nebo To je vražda, napsala. V letech 1994 a 1995 ztvárnila postavu telepatky Talie Wintersové v prvních dvou sezónách sci-fi seriálu Babylon 5. Mezi lety 1996 a 2000 hrála detektiva Jill Kirkendallovou v seriálu Policie New York, menší roli dostala též v seriálu JAG. V letech 2000–2003 působila jako novinářka v CNN, po navrácení k herectví se objevila např. v seriálu 24 hodin, Sběratelé kostí či Heroes: Destiny.
Jejím druhým manželem byl v letech 1995–1997 Jerry Doyle, herecký kolega z Babylonu 5.